# Kriegerdenkmal (Zwenkau)

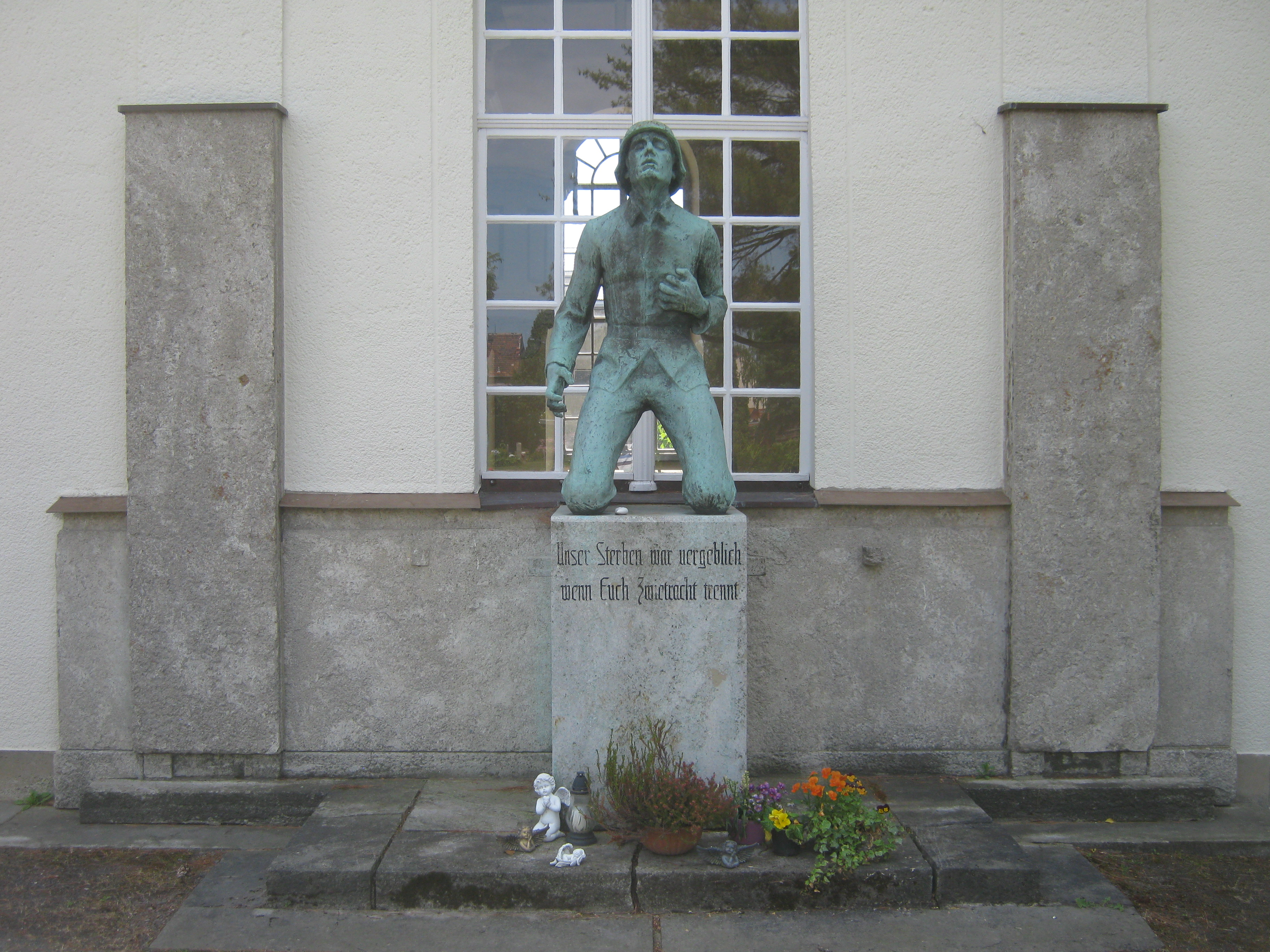
Kriegerdenkmal in Zwenkau

Das Kriegerdenkmal auf dem Friedhof der Johanneskirche in Zwenkau ist den 231 Gefallenen des Ersten Weltkriegs der Stadt Zwenkau gewidmet.

## Geschichte
Die Gedenkstätte wurde nach dem Entwurf des Architekten Curt Germer errichtet. Die Initiative ging 1920 von dem sächsischen Militärverein Kameradschaft „Zwenkau und Umgebung“ aus. Ursprünglich sollte es ein Siegesdenkmal werden, als die deutschen Heere noch siegreich waren. Nach der Niederlage erfolgte eine Umwidmung des Denkmalprojektes in einem patriotischen Sinn. Es bildete sich zwar 1920 ein Denkmalausschuss, es gingen auch Spenden ein, die aber durch die Inflation wertlos wurden. Ein weiterer Anlauf 1924 war erfolgreicher. Dafür war auch die Einführung der Rentenmark bzw. Reichsmark, die die Papiermark ablöste, verantwortlich, sodass ab dem Zeitpunkt an eine künstlerische Gestaltung gedacht werden konnte. Der Gestalter des Sockels war der Steinmetzmeister Otto Heilmann. Die Bronzefigur des knieendem getroffenen Soldaten schuf der Leipziger Bildhauer Felix Pfeifer. Es wurde am 12. Juli 1931 eingeweiht.
Die Denkmalsinschrift: 
Unser Sterben war vergeblich
wenn Euch Zwietracht trennt
Das Denkmal war kirchliches Eigentum und stand auf kirchlichem Grund und Boden, sodass es 1941/42 nicht der „Metallspende des deutschen Volkes an den Führer“ zum Opfer fiel und auch nach 1945 nicht abgerissen wurde, welches dann ideologische Gründe gehabt hätte. Ursprünglich sollte es auf einem zentralen Ort aufgestellt werden, was die damalige „rote“ Mehrheit aus SPD und KPD im Stadtrat verhinderte. Die Kirchenleitung erklärte sich bereit es auf seinem Grund und Boden errichten zu lassen und dass es in kirchliches Eigentum übergehen sollte.

## Varia
Auf dem von Claus Uhlrich geschriebenen Buch Die Toten mahnen: Kriegerdenkmale in und um Leipzig, das 2015 erschien, ist dieses Denkmal Motiv des Einbands.